# 黒岳 (北海道・大雪山)
黒岳（くろだけ）は、北海道の上川郡上川町にある標高1,984mの山である。北海道百名山及び北海道の百名山に選定されている。

## 概要
石狩山地を構成する表大雪の大雪火山群の一峰で、黒岳を源頭とする黒岳沢が石狩川に合流する場所は層雲峡温泉と呼ばれる北海道屈指の温泉地となっており、5合目までは黒岳ロープウェイ、7合目までは黒岳ペアリフトが運行しており銀泉台と共に大雪山の東側の主な登山口となっている。また残雪期は黒岳スキー場が営業しているため年中通して黒岳は観光地となっている。山名は小泉秀雄が『山岳』で述べた「山軆鋭く尖り黒色を呈し」という言葉から来ている。
1923年には層雲峡から黒岳から北鎮岳を経て旭岳へ繋がる登山道が開削され、同時に黒岳石室が開設し現在は大雪山の様々な峰へ行く分岐点となっている。